# Clayeures
Clayeures est une commune française située dans le département de Meurthe-et-Moselle, en région Grand Est.

## Géographie
| Einvaux  | Landécourt | Moriviller  |
| Froville | Clayeures  |             |
|          | Borville   | Rozelieures |

### Hydrographie
La commune est dans le bassin versant du Rhin, au sein du bassin Rhin-Meuse. Elle est drainée par le ruisseau Breuillot, le ruisseau de Censal, le ruisseau le Fouliot et l'Euron,.

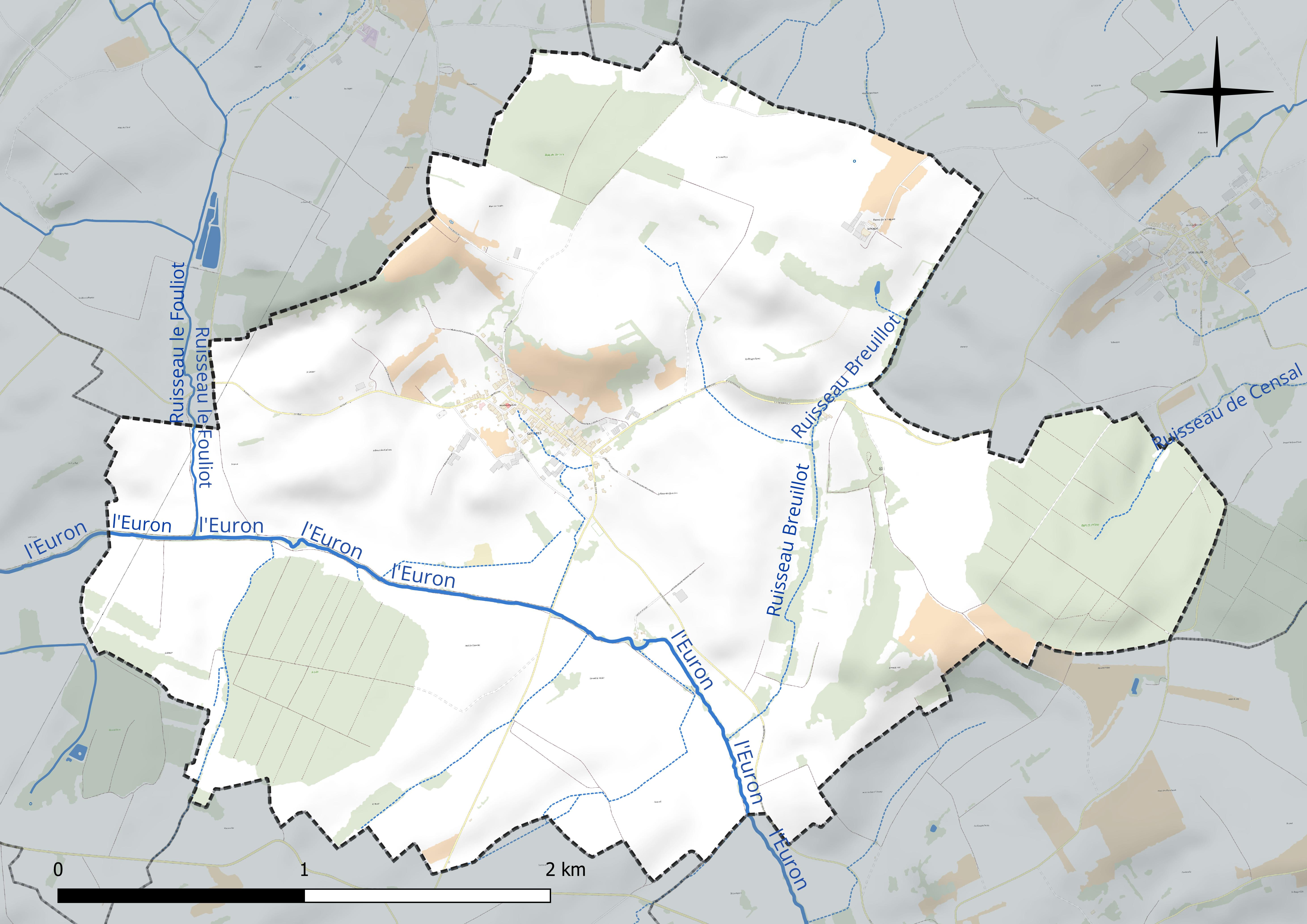
Réseau hydrographique de Clayeures.

### Climat
Pour des articles plus généraux, voir Climat du Grand Est et Climat de Meurthe-et-Moselle.
En 2010, le climat de la commune est de type climat des marges montargnardes, selon une étude du Centre national de la recherche scientifique s'appuyant sur une série de données couvrant la période 1971-2000. En 2020, Météo-France publie une typologie des climats de la France métropolitaine dans laquelle la commune est exposée à un climat semi-continental et est dans la région climatique  Lorraine, plateau de Langres, Morvan, caractérisée par un hiver rude (1,5 °C), des vents modérés et des brouillards fréquents en automne et hiver. 
Pour la période 1971-2000, la température annuelle moyenne est de 9,5 °C, avec une amplitude thermique annuelle de 16,9 °C. Le cumul annuel moyen de précipitations est de 859 mm, avec 12 jours de précipitations en janvier et 9,9 jours en juillet. Pour la période 1991-2020, la température moyenne annuelle observée sur la station météorologique de Météo-France la plus proche, « Roville », sur la commune de Roville-aux-Chênes à 17 km à vol d'oiseau, est de 10,3 °C et le cumul annuel moyen de précipitations est de 833,3 mm. 
La température maximale relevée sur cette station est de 40 °C, atteinte le 25 juillet 2019 ; la température minimale est de −24,5 °C, atteinte le 2 janvier 1971,,. 
Les paramètres climatiques de la commune ont été estimés pour le milieu du siècle (2041-2070) selon différents scénarios d'émission de gaz à effet de serre à partir des nouvelles projections climatiques de référence DRIAS-2020. Ils sont consultables sur un site dédié publié par Météo-France en novembre 2022.

## Urbanisme

### Typologie
Au 1er janvier 2024, Clayeures est catégorisée commune rurale à habitat dispersé, selon la nouvelle grille communale de densité à sept niveaux définie par l'Insee en 2022.
Elle est située hors unité urbaine. Par ailleurs la commune fait partie de l'aire d'attraction de Nancy, dont elle est une commune de la couronne,. Cette aire, qui regroupe 353 communes, est catégorisée dans les aires de 200 000 à moins de 700 000 habitants,.

### Occupation des sols
L'occupation des sols de la commune, telle qu'elle ressort de la base de données européenne d’occupation biophysique des sols Corine Land Cover (CLC), est marquée par l'importance des territoires agricoles (79,8 % en 2018), une proportion identique à celle de 1990 (79,8 %). La répartition détaillée en 2018 est la suivante : terres arables (48 %), prairies (21 %), forêts (17,3 %), zones agricoles hétérogènes (6,5 %), cultures permanentes (4,2 %), zones urbanisées (2,9 %). L'évolution de l’occupation des sols de la commune et de ses infrastructures peut être observée sur les différentes représentations cartographiques du territoire : la carte de Cassini (XVIIIe siècle), la carte d'état-major (1820-1866) et les cartes ou photos aériennes de l'IGN pour la période actuelle (1950 à aujourd'hui).

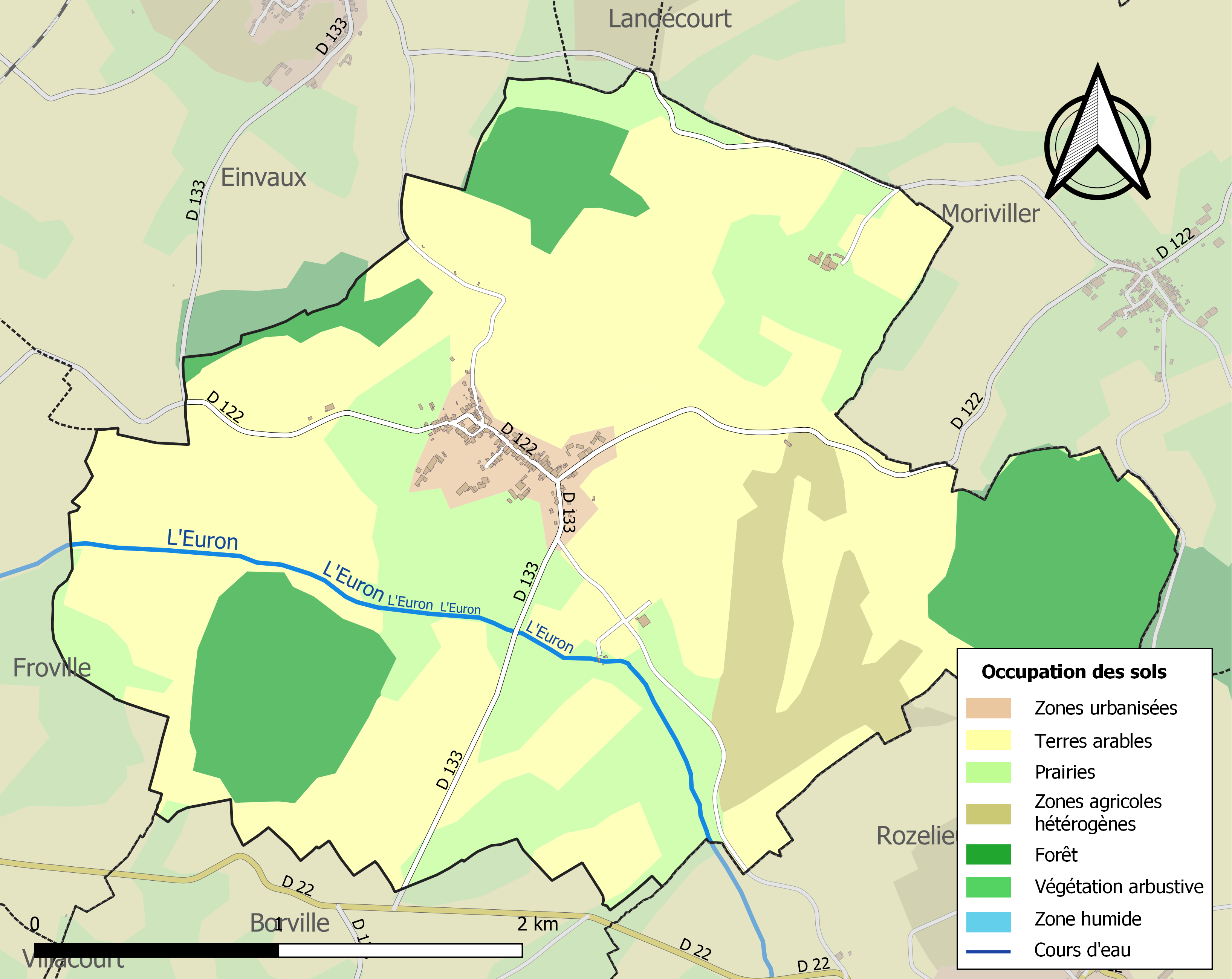
Carte des infrastructures et de l'occupation des sols de la commune en 2018 (CLC).

## Toponymie
Le village est connu en 1157 dans un document relatif à une donation par Hilin, archevêque de Trèves à l'abbaye de Belchamp sous le nom de Clausuris, puis de Cleura en 1176. On retrouve ensuite ce toponyme sous diverses formes : Claiures en 1296, Cleures en 1300, Claures en 1309 et Cloeure en 1489.

En lorrain roman, Clayeures se prononce Thaiyûre.

Le verbe latin Claudere a donné le substantif clausus au sens d'enclos, mot qui pourrait expliquer la toponymie. Ernest Nègre voit dans ce toponyme le croisement des mots de langue d'oïl claie et closure « barrière , enceinte ».

Si l'on accepte cette origine, le toponyme remonterait à l'époque gallo-romaine.
Le journaliste et auteur René-Marc Ferry (1864-1912) fondateur de la revue MINERVA, signait parfois avec le pseudonyme Clayeures. Selon la monographie de 1888, une famille de seigneurs du lieu aurait porté le nom de la commune.

## Histoire
- Nécropole protohistorique de plus de 70 tumuli[21].
- Présence gallo-romaine : découverte en 1887 d'une statuette de bronze actuellement au musée de Saint-Germain-en-Laye.

Dans le droit de l'ancien duché de Lorraine, il existait des mairies qui servaient de cour d'appel pour d'autres mairies. C'est ainsi que la mairie d'Houdreville était la mère-cours de Clayeures. Son maire et son échevin étaient habilités à vider en dernier ressort les appellations (appels) apportées dudit lieu de Clayeures.
Dès le XIIe siècle, les abbayes de Beaupré, de Belchamp et de Clairlieu avaient des possessions foncières sur le territoire de Clayeures.
En 1157, Hillin de Falmagne archevêque de Trêves confirme la donation en faveur de Belchamp du droit de pâturage sur une partie du ban de Clayeures (in banno Clausuris). En 1176, Gobert de Blainville donne au couvent de Beaupré le droit de pâturage sur une autre partie du territoire (in banno Cleura).
En 1233, le duc Mathieu II confirme une donation en faveur de l'abbaye de Clairlieu du droit de patronage et de collation de la cure de Cleures, (Clayeures).
En juillet 1296, un nommé Jenin, de Clayeures, vend au duc Ferry III le tiers du bois de Clayeures de lez mars (Lamath).
Clayeures est qualifié de fief dans le dénombrement de 1594.
À la fin de la guerre de Trente Ans, en 1644, le village ne compte plus que 4 ménages. En 1710, il n'y a encore que 30 habitants. À cette époque, la seigneurie de Clayeures était partagée en parts inégales entre le comte de Raigecourt, Mme de Bellerose et le marquis d'Eudicourt.
En 1704, Clayeures fait partie de la prévôté de Rosières et du haut-conduit de Salins l'Étape (voir la page de Drouville pour la description d'un haut-conduit).
Le 9 mars 1778, le comte de Raigecourt-Fontaine et son fils vendent à Pierre-Remi1 de Bellerose les 3/5e de leur seigneurie de Clayeures.
En 1788, les chanoines de Belchamp et le seigneur évêque de Nancy déclarent la portion de dîme qu'ils perçoivent à Clayeures.
Dans le procès-verbal de l'assemblée général des trois ordres, lors des états généraux de 1789 pour le bailliage de Rozières (Rosières-aux-Salines), on trouve la signature de Louis-Benoît de Bellerose, seigneur de Clayeures.
Parmi les émigrés de la Révolution française, on note :
Pierre-Remy de Bellerose né à Clayeures en 1742, ancien lieutenant-colonel dans le régiment de chasseurs de Picardie. Il est noté « émigré » le 17 juillet 1792 et « décédé en émigration » le 14 juin 1807 ;
Charles ou François André, cultivateur à Clayeures ;
André, fils de François André, apprenti-menuisier à Clayeures.
(1) : à cette époque, le prénom Remy ne prend jamais d'accent en Lorraine. Voir la page de Domremy-la-Pucelle pour plus de détails.
À la suite de la défaite de Waterloo, Clayeures est momentanément occupé par des soldats russes en 1815.
En 1843, il y a 47 ha de vignes sur le territoire communal ; en 1888, il y en a 42. Le vin de Clayeures est réputé d'assez bonne qualité à cette époque.
En 1851, 141 habitants du village signent une pétition demandant la révision de la constitution.
En 1888, on cultive encore 4 ha de houblon mais cette production diminue.
En 1891, il y avait au village dix cultivateurs, deux boulangers, deux cabaretiers, un charron, un menuisier, deux cordonniers, deux épiciers, deux maréchaux-ferrants, un tailleur et deux tonneliers.
Le 16 décembre 1911, le premier téléphone est mis en service à Clayeures.
En 1916, on arrête encore dans la commune un vendeur d'allumettes de contrebande.
En 1922, il y a seize agriculteurs-propriétaires, un buraliste, trois cafetiers, un charron, un coiffeur, deux couturières, un épicier, un forgeron, trois maçons, un menuisier, une mercière, une repasseuse, un scieur tourneur sur bois et deux tonneliers.

## Économie

L'église Saint-Martin.

## Politique et administration

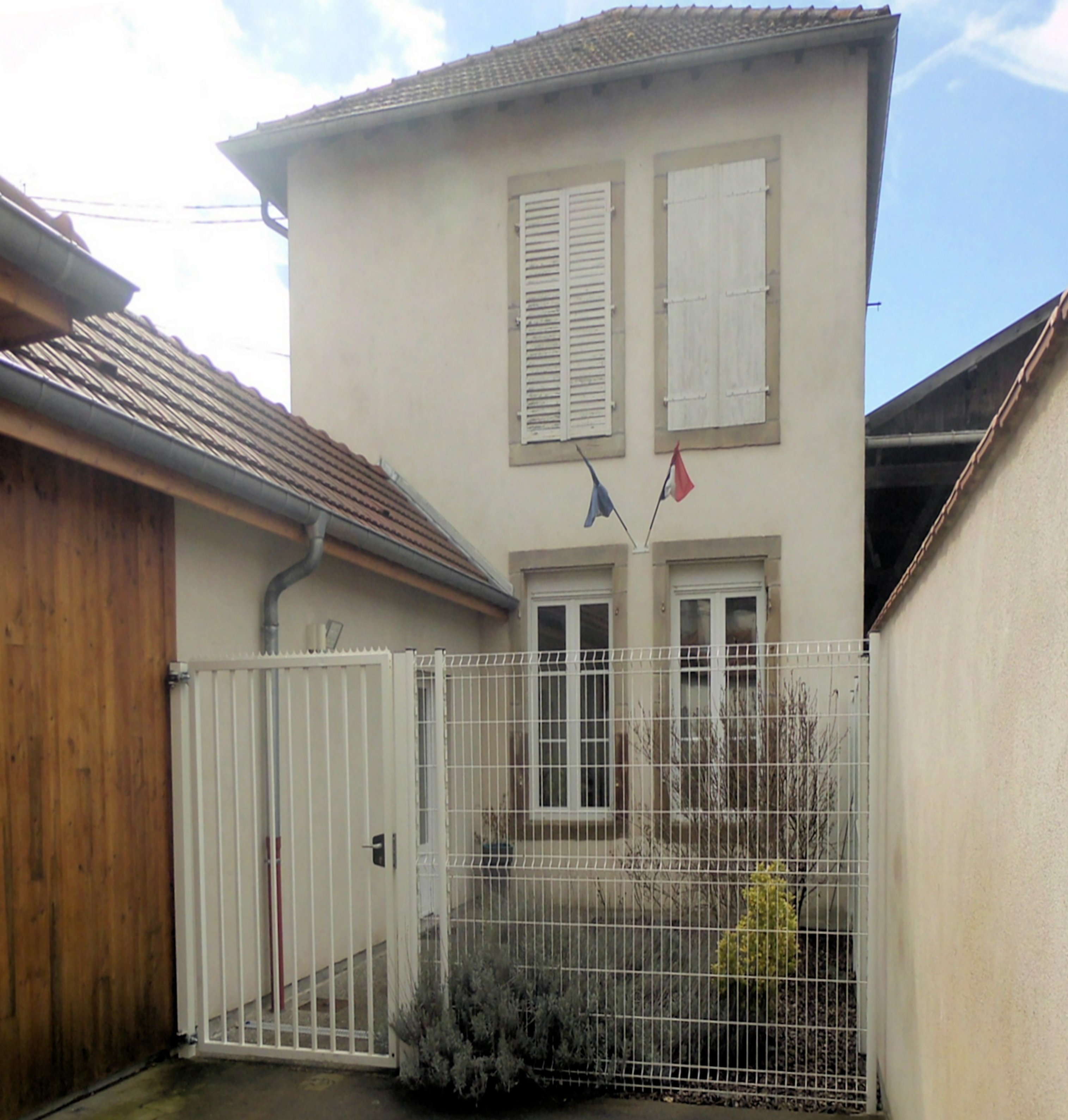
La mairie.

| Période                                  | Période                      | Identité             | Étiquette | Qualité                             |
| ---------------------------------------- | ---------------------------- | -------------------- | --------- | ----------------------------------- |
| Les données manquantes sont à compléter. |                              |                      |           |                                     |
| avant 1788                               | 14 février 1790              | Joseph Pierrot       |           | vigneron représentant du tiers état |
| 14 février 1790                          |                              | François Beauvouloir |           | curé de la paroisse                 |
| avant septembre 1810                     |                              | Jean-Charles André   |           |                                     |
|                                          | 1885                         | Richard              |           | révoqué                             |
| avant 1922                               |                              | Auguste André        |           |                                     |
| 1935                                     | après juin 1940              | Auguste André        |           | réélu en 1935                       |
|                                          |                              |                      |           |                                     |
| avant 1988                               | mars 2001                    | Michel Hinzelin      |           |                                     |
| mars 2001                                | 26 juillet 2005              | Paul Simonin         | DVG       | décédé en cours de mandat           |
| juillet 2005                             | juillet 2020                 | Jean-Marie Brocheray |           |                                     |
| juillet 2020                             | En cours (au 3 juillet 2020) | Christian Cendre     |           |                                     |

## Population et société

### Démographie
L'évolution du nombre d'habitants est connue à travers les recensements de la population effectués dans la commune depuis 1793. Pour les communes de moins de 10 000 habitants, une enquête de recensement portant sur toute la population est réalisée tous les cinq ans, les populations de référence des années intermédiaires étant quant à elles estimées par interpolation ou extrapolation. Pour la commune, le premier recensement exhaustif entrant dans le cadre du nouveau dispositif a été réalisé en 2008.

En 2022, la commune comptait 175 habitants, en évolution de −7,89 % par rapport à 2016 (Meurthe-et-Moselle : −0,13 %, France hors Mayotte : +2,11 %).
| 1793 | 1800 | 1806 | 1821 | 1831 | 1836 | 1841 | 1846 | 1851 |
| ---- | ---- | ---- | ---- | ---- | ---- | ---- | ---- | ---- |
| 317  | 294  | 353  | 417  | 430  | 466  | 485  | 483  | 494  |

| 1856 | 1861 | 1872 | 1876 | 1881 | 1886 | 1891 | 1896 | 1901 |
| ---- | ---- | ---- | ---- | ---- | ---- | ---- | ---- | ---- |
| 462  | 455  | 411  | 387  | 381  | 378  | 382  | 347  | 328  |

| 1906 | 1911 | 1921 | 1926 | 1931 | 1936 | 1946 | 1954 | 1962 |
| ---- | ---- | ---- | ---- | ---- | ---- | ---- | ---- | ---- |
| 296  | 313  | 268  | 238  | 214  | 216  | 212  | 208  | 206  |

| 1968 | 1975 | 1982 | 1990 | 1999 | 2006 | 2008 | 2013 | 2018 |
| ---- | ---- | ---- | ---- | ---- | ---- | ---- | ---- | ---- |
| 192  | 184  | 156  | 148  | 153  | 177  | 184  | 197  | 184  |

| 2022 | - | - | - | - | - | - | - | - |
| ---- | - | - | - | - | - | - | - | - |
| 175  | - | - | - | - | - | - | - | - |

## Culture locale et patrimoine

### Lieux et monuments
- Château XVIIIe siècle vendu comme bien national en novembre 1794.
- Église Saint-Martin XVIIIe siècle.

### Héraldique
| Blason de Clayeures | Blason  | Blasonnement : d’or à la tour de sable ajourée et ouverte du champ, accostée de deux bracelets ouverts à dextre adossés de gueules. |
| Blason de Clayeures | Détails | Le statut officiel du blason reste à déterminer.                                                                                    |

### Blason populaire
Dans le dialecte régional, les habitants sont surnommés les woittes éthiules : les sales écuelles. Ils sont aussi surnommés les harengs et plus rarement les oua-oua.